# Rouy-le-Petit
Rouy-le-Petit là một công xã ở hành tỉnh Somme, vùng Hauts-de-France, Pháp.

## Địa lý
Thị trấn này có cự ly khoảng 33 dặm Anh về phía đông nam của Amiens, trên đường D930c.

## Dân số
| 1962                                                         | 1968 | 1975 | 1982 | 1990 | 1999 |
| ------------------------------------------------------------ | ---- | ---- | ---- | ---- | ---- |
| 95                                                           | 117  | 126  | 107  | 104  | 125  |
| Số liệu điều tra dân số từ năm 1962, dân số không tính trùng |      |      |      |      |      |